# Marcă estoniană
Marca estoniană (în estonă Eesti mark) a fost moneda națională a Estoniei de la 30 noiembrie 1918 până la 31 decembrie 1927. Era împărțită în 100 penni

## Istorie
La eliberarea Estoniei, după Primul Război Mondial, circulau mai multe monede în țară: rubla rusă / sovietică, Papiermark, și marca finlandeză. La 20 mai 1919, s-a hotărât înlocuirea acestor monede străine cu marca estoniană, la o rată de schimb de 1 marcă estoniană = 1 marcă germană.
Marca estoniană a fost înlocuită la 1 ianuarie 1928 de prima coroană estoniană, cu o rată de schimb de 100 mărci estoniene = 1 coroană estoniană. Această nouă unitate monetară a fost legată de coroana suedeză și valora 0,4072 grame de aur fin.